# ۲۸۹ (میلادی)
۲۸۹ (میلادی) دویست و هشتاد و نهمین سال تقویم میلادیio

## درگذشتگان
‎